# الدمدوم
الدمدوم أو نبحا الدمدوم إحدى القرى اللبنانية من قرى قضاء بعلبك في محافظة بعلبك الهرمل.
وتتبع مع بلدة المحفارة (نبحا المحفارة) لبلدية واحدة.